# Malin Grundberg
Malin Grundberg, född 10 december 1972, är en svensk historiker och museichef.

## Biografi
Grundberg framlade våren 2005 sin doktorsavhandling ”Ceremoniernas makt” vid Stockholms universitets historiska institution. Avhandlingen behandlade ”maktöverföring och genus i Vasatidens kungliga ceremonier” och Grundberg analyserar ceremoniernas roll för att legitimera överförandet av makten från Gustav Vasa till Karl X Gustav. Det kunde ske i samband med kungliga begravningar och kröningar, men även maktöverföringen genom Erik XIV:s avsättning och Drottning Kristinas abdikation studeras.
Malin Grundberg arbetade 2005 till 2012 på Statens historiska museer. Sedan hösten 2012 är hon museichef på Livrustkammaren.